# Новак, Эрвин
Эрвин Новак (чеш. Ervin Nowak, род. 6 ноября 1943) — чехословацкий шахматист, национальный мастер. Военнослужащий.
Серебряный призёр чемпионата Чехословакии 1965 г.
В составе сборной Чехословакии участник командного чемпионата мира среди студентов 1966 г., командных турниров дружественных армий 1963 и 1969 гг. (участвовали сборные стран Варшавского договора), международных матчей со сборной ФРГ 1969 и 1972 гг.
Победитель турнира чехословацких мастеров 1963 г.
Участник турнира дружественных армий 1966 гг., международного турнира в Гавиржове (1968 г.).
В 1960 г. в числе сильнейших молодых шахматистов Чехословакии участвовал в сеансе одновременной игры чемпиона мира М. Н. Таля по радио.

## Спортивные результаты
| Год  | Город                    | Соревнование                                                               | + | − | =  | Результат | Место |
| ---- | ------------------------ | -------------------------------------------------------------------------- | - | - | -- | --------- | ----- |
| 1963 | Теплице — Усти-над-Лабем | Турнир чехословацких мастеров                                              | 5 | 1 | 3  | 6½ из 9   | 1—2   |
|      | Варшава                  | Командный турнир дружественных армий (сборная Чехословакии, 3-я доска)     |   |   |    |           |       |
| 1964 | Брно                     | Чемпионат Чехословакии                                                     | 5 | 5 | 7  | 8½ из 17  | 8—11  |
| 1965 | Пардубице                | Чемпионат Чехословакии                                                     | 7 | 1 | 9  | 11½ из 17 | 2     |
| 1966 | Гаррахов                 | Чемпионат Чехословакии                                                     | 1 | 8 | 8  | 5 из 17   | 17    |
|      | Эребру                   | Командный чемпионат мира среди студентов (сборная Чехословакии, ?-я доска) | 3 | 2 | 3  | 4½ из 8   |       |
|      | Прага                    | Турнир дружественных армий                                                 | 2 | 7 | 4  | 4 из 13   | 12    |
| 1967 | Братислава               | Чемпионат Чехословакии                                                     | 5 | 6 | 4  | 7 из 15   | 9—11  |
| 1968 | Гавиржов                 | Международный турнир                                                       | 5 | 4 | 5  | 7½ из 14  | 8—10  |
| 1969 | Варшава                  | Командный турнир дружественных армий (сборная Чехословакии, ?-я доска)     |   |   |    |           |       |
|      | Зигбург                  | Матч ФРГ — Чехословакия (против Р. Тешнера)                                | 1 | 0 | 1  | 1½ из 2   |       |
| 1970 | Гавиржов                 | Чемпионат Чехословакии                                                     | 2 | 3 | 10 | 7 из 15   | 8     |
| 1972 | Тршинец                  | Чемпионат Чехословакии                                                     | 4 | 6 | 6  | 7 из 16   | 10    |
|      | Бамберг                  | Матч ФРГ — Чехословакия (8-я доска, против Р. Борнгессера)                 | 0 | 0 | 2  | 1 из 2    |       |